# Amisulpryd
Amisulpryd, amisulpiryd (łac. amisulpridum) – wielofunkcyjny organiczny związek chemiczny o właściwościach atypowego neuroleptyku, stosowany w leczeniu schizofrenii, dystymii oraz lekkiej i umiarkowanej depresji.

## Mechanizm działania
Amisulpryd charakteryzuje się dużym powinowactwem do receptorów dopaminowych D2 i D3. W dużych dawkach lek silnie blokuje receptory D2 postsynaptyczne w układzie limbicznym. Amisulpryd, stosowany w mniejszych dawkach, blokuje presynaptyczne receptory D2 i D3, czego efektem jest uwalnianie dopaminy i tak zwane odhamowanie. Te nietypowe własności amisulprydu tłumaczą skuteczność leku zarówno w przypadku zaostrzenia schizofrenii, jak i w przypadku łagodzenia negatywnych objawów, takich jak obniżenie nastroju i spowolnienie.
W odróżnieniu od klasycznych neuroleptyków, amisulpryd nie powoduje katalepsji wynikającej z działania w strukturach układu limbicznego i nie wywołuje nadwrażliwości receptorów D2. Nie wpływa również na receptory α-adrenergiczne, histaminowe H1 czy muskarynowe. Amisulpryd wykazuje działanie antagonistyczne wobec receptorów serotoninowych typu 5-HT7.

## Farmakokinetyka
Amisulpryd wchłania się z przewodu pokarmowego w dwóch fazach. Pierwsza ma miejsce około godziny po podaniu, druga – 3–4 godziny później. Maksymalne stężenie we krwi uzyskiwane jest po fazie drugiej. Pokarm bogaty w węglowodany obniża wchłanianie amisulprydu, a tym samym wpływa na parametry farmakokinetyczne leku. Biodostępność preparatu wynosi 48%. Lek słabo wiąże się z białkami osocza, nie podlega też praktycznie żadnym przemianom metabolicznym, dlatego nie jest konieczna modyfikacja dawki w przypadku chorych na niewydolność wątroby. Amisulpryd nie kumuluje się w organizmie. Okres półtrwania wynosi około 12 godzin. Lek wydalany jest w postaci niezmienionej głównie z moczem, należy więc zmniejszyć dawkę u chorych z niewydolnością nerek. Lek praktycznie nie jest usuwany w trakcie hemodializy.

## Wskazania
Amilsupryd stosowany jest w leczeniu przewlekłej oraz ostrej schizofrenii, zarówno z objawami pozytywnymi (urojenia, omamy, zaburzenia procesów myślowych), jak i z objawami negatywnymi (zobojętnienie uczuciowe, autyzm, wycofanie emocjonalne).

## Przeciwwskazania
- nadwrażliwość na amisulpryd lub którykolwiek inny składnik preparatu (w tym na laktozę)
- gruczolak przysadki typu prolactinoma lub inne nowotwory zależne od prolaktyny
- guz chromochłonny nadnercza
- wiek poniżej 15 lat
- karmienie piersią
- niewydolność nerek przy klirensie kreatyniny poniżej 10 ml/min

## Ostrzeżenia specjalne
- Stosowanie amisulprydu, jak również innych neuroleptyków, może prowadzić do wystąpienia złośliwego zespołu neuroleptycznego. W takim przypadku należy bezzwłocznie przerwać podawanie leku.
- Amisulpryd powoduje wydłużenie odstępu QT, zależne od dawki. Może to sprzyjać występowaniu zaburzeń rytmu serca, szczególnie torsade de pointes. Przed rozpoczęciem leczenia amisulprydem należy przeprowadzić wywiad lekarski, by wykluczyć czynniki sprzyjające występowaniu tych zaburzeń serca, a mianowicie:
  - bradykardię
  - hipokaliemię
  - wrodzone wydłużenie odstępu QT
  - stosowanie leków mogących powodować powyższe objawy.
- Chorzy na padaczkę powinni być pod szczególną obserwacją, gdyż amisulpryd obniża próg padaczkowy.
- Podobnie jak inne neuroleptyki, amisulpryd u osób w podeszłym wieku wywoływać może spadki ciśnienia tętniczego krwi oraz nadmierne uspokojenie.
- U chorych cierpiących na chorobę Parkinsona amisulpryd, podobnie jak inne leki przeciwpsychotyczne, może nasilać objawy choroby. W takiej sytuacji nie jest wskazane stosowanie amisulprydu, chyba że jest to bezwzględnie konieczne.
- W przypadku wystąpienia zespołu pozapiramidowego wywołanego stosowaniem neuroleptyków nie należy stosować agonistów dopaminergicznych. Zalecane jest stosowanie leków cholinergicznych.

## Interakcje
Stosowanie amisulprydu z:
- lekami przeciwarytmicznymi klasy Ia (chinidyna, dyzopiramid, hydrochinidyna) i klasy III (amiodaron, sotalol, dofetylid, ibutylid)
- niektórymi neuroleptykami (tiorydazyna, chloropromazyna, lewomepromazyna, trifluoperazyna, cyjamemazyna, sulpiryd, tiapryd, pimozyd, haloperydol, droperydol, sultopryd)
- innymi lekami, jak: beprydyl, cyzapryd, difemanil, erytromycyna, winkamina i spiramycyna podawane dożylnie, mizolastyna, halofantryna, sparfloksacyna, gatyfloksacyna, moksyfloksacyna, pentamidyna
- lekami powodującymi bradykardię (diltiazem, werapamil, leki β-adrenolityczne, klonidyna, meflochina, glikozydy naparstnicy, inhibitory acetylocholinoesterazy)
- lekami moczopędnymi, które nie oszczędzają potasu
- środkami przeczyszczającymi
- amfoterycyną B
- kortykosteroidami
- tetrakozaktydem

zwiększa ryzyko wystąpienia zaburzeń rytmu serca, w tym torsade de pointes. Jeżeli to możliwe, nie należy podawać tych leków razem z amisulprydem. Jeżeli nie – w trakcie leczenia należy kontrolować odstęp QT.
Podczas leczenia amisulprydem nie należy przyjmować etanolu, ze względu na nasilenie działania sedatywnego leku.
Przyjmowanie amisulprydu z lekami hipotensyjnymi zwiększa ryzyko wystąpienia niedociśnienia ortostatycznego.
Leki działające hamująco na układ nerwowy (pochodne morfiny, barbiturany, benzodiazepiny, antydepresanty o dodatkowym działaniu uspokajającym, leki antyhistaminowe I generacji, baklofen, talidomid, pizotyfen) nasilają takie samo działanie amisulprydu.
Leki z grupy agonistów dopaminergicznych (amantadyna, entakapon, lizuryd, selegilina, ropinirol, chinagolid, pramipeksol, pirybedyl, kabergolina, bromokryptyna, pergolid, apomorfina, z wyjątkiem lewodopy) nie powinny być stosowane łącznie z amisulprydem, ze względu na wzajemny antagonizm. W przypadku chorych na chorobę Parkinsona zaleca się jednak podawanie amisulprydu i agonistów dopaminergicznych w najmniejszych skutecznych dawkach leczniczych, aż do momentu wycofania amisulprydu lub leków przeciwparkinsonowych. Wycofywanie to powinno przebiegać stopniowo, gdyż nagłe odstawienie leku może spowodować wystąpienie złośliwego zespołu neuroleptycznego.

## Działania niepożądane
Występują ze średnią częstotliwością i rzadko mają na tyle nasiloną postać, by konieczne było przerwanie leczenia. Do najczęściej występujących objawów niepożądanych można zaliczyć:
- bezsenność, pobudzenie, niepokój
- objawy pozapiramidowe (występują rzadziej w przypadku stosowania amisulprydu u chorych z przewagą negatywnych objawów schizofrenii[6])
- hiperprolaktynemię
- zwiększenie masy ciała.

Znacznie rzadziej występują:
- senność
- spazmatyczny kręcz szyi, szczękościsk, napady wejrzeniowe (ustępują po podaniu leków antycholinergicznych)
- dyskinezy, głównie niekontrolowane ruchy języka i/lub mięśni twarzy. W tym wypadku podawanie leków antycholinergicznych jest nieskuteczne, a nawet powoduje nasilenie objawów.
- napady drgawkowe
- złośliwy zespół neuroleptyczny
- zaburzenia ze strony przewodu pokarmowego (nudności, wymioty, zaparcia, suchość jamy ustnej)
- zwiększenie aktywności aminotransferaz
- niedociśnienie, bradykardia, torsade de pointes[7].

## Preparaty
Amisulpryd dostępny jest w postaci tabletek lub tabletek powlekanych.
- Solian (producent: Sanofi-Aventis)
- Amisan (producent: PRO.MED.CS Praha)
- Candela (producent: Celon Pharma)